# دانگچوو
دانگچوو (به لهستانی:  Dańczów) یک روستا در لهستان است که در گمینا لوین کووزکی واقع شده‌است.